# Ossialogenuri
Gli ossialogenuri o ossoalogenuri sono una classe di composti chimici contenenti un elemento generico legato contemporaneamente a uno o più atomi di ossigeno e uno o più atomi di un alogeno. La loro formula generale è AOmXn in cui A può essere un metallo di transizione, un elemento del blocco p (compresi alogeni e gas nobili) o un attinoide e X è solitamente F o Cl e più raramente Br o I. A seconda dell'alogeno contenuto nella molecola prendono il nome di ossifluoruri, ossicloruri, ossibromuri e ossiioduri ma esistono anche composti a due alogeni come CrO2FCl. Essi sono considerati composti intermedi fra ossidi e alogenuri e possono avere carattere ionico o molecolare. Esistono anche gli alogenuri degli ossiacidi, come HSO3F e HTeOF5, e gli analoghi di alcuni ossoalogenuri in cui l'ossigeno è sostituito da un altro calcogeno, come in CSCl2 e in S2Cl2.
Sono di particolare interesse alcuni ossialogenuri organici usati come intermedi nella chimica del fluoro: Il bis-fluorossi difluorometano (CF2(OF)2) e il fluorossi-trifluoro-metano (CF3OF).